# Mike Floyd
Mike Floyd (ur. 26 września 1976) – brytyjski lekkoatleta specjalizujący się w rzucie młotem.
W 2010 roku sięgnął po brązowy medal igrzysk Wspólnoty Narodów. Wielokrotnie stawał na podium mistrzostw Wielkiej Brytanii, zdobywał także złote medale mistrzostw Anglii oraz Walii. Rekord życiowy: 72,45 (20 sierpnia 2011, Birmingham).

## Osiągnięcia
| Rok  | Impreza                    | Miejsce    | Lokata     | Wynik |
| ---- | -------------------------- | ---------- | ---------- | ----- |
| 2008 | Superliga pucharu Europy   | Annecy     | 7. miejsce | 67,86 |
| 2010 | Igrzyska Wspólnoty Narodów | Nowe Delhi | 3. miejsce | 69,34 |